# Пилкингтон, Хилари
Хилари Пилкингтон (англ. Hilary Anne Pilkington) — британская социолог, исследователь молодёжи и постсоветских обществ.
Доктор философии (PhD), профессор.
В 2002—2005 гг. директор Центра русского языка и восточно-европейских исследований Университета Бирмингема
В 2005—2012 гг. профессор социологии Уорикского университета.
C 2012 года профессор социологии школы общественных наук Манчестерского ун-та.
Цитаты
- Существует теория, что россияне среднего возраста исповедуют самые «прозападные» взгляды. Это поколение было сыто по горло советской властью, пережило тяжелые времена в начале 1990-х и надеялось, что следование западным образцам в России дало бы лучшие результаты. (2007)[3]
- В российской культуре есть стойкая неопределенность в том, каковы должны быть отношения России с Западным миром. (2007)[3]
- На официальном уровне все граждане Российской Федерации равны, вне зависимости от своего этнического происхождения. Однако [по посланиям Кремля — Прим.] часто кажется, что только этнически русские могут быть настоящими россиянами. (2007)[3]

Работы
- Punk in Russia: Cultural mutation from the ‘useless’ to the ‘moronic’ (Routledge, 2014)
- Russia’s Skinheads: Exploring and Rethinking Subcultural Lives (Routledge, 2010)
- Looking West? Cultural Globalization and Russian Youth Cultures (2002)